# La Transforestière
 (août 2013).
 (juillet 2020).
La Transforestière est un raid d'orientation par équipe qui a lieu annuellement, en été, dans le massif ardennais. Il se déroule sur deux jours ; les participants, munis d'une carte, choisissent leur parcours entre les balises de contrôle ; ils portent leur sac à dos. Durant la nuit, ils se retrouvent dans un bivouac sous leur tente.

## Histoire
Lieux de départ et bivouac :
- 2024 : Saint-Léger
- 2023 : Vivy
- 2022 : Straimont / Les Fossés
- 2021 : Houffalize / Engreux
- 2020 : (compétition annulée en raison de la pandémie)
- 2019 : Bohan / Sugny
- 2018 : Virton / Gérouville
- 2017 : Saint-Michel (Aisne) / Forêt de Saint-Michel, France
- 2016 : Virton / Gérouville
- 2015 : Suxy / Chiny
- 2014 : Les Hautes-Rivières (France) / La Neuville-aux-Haies
- 2013 : Saint-Hubert / Fourneau Saint-Michel
- 2012 : Suxy / Chiny
- 2011 : Saint-Léger / Chantemelle
- 2010 : Alle-sur Semois / Sugny
- 2009 : Habay-la-Neuve
- 2008 : Nafraiture / Croix-Scaille
- 2007 : Sugny / Sugny
- 2006 : Hargnies (France) / Croix-Scaille
- 2005 : Daverdisse / Lomprez
- 2004 : Porcheresse / Graide
- 2003 : Houdremont / Croix-Scaille
- 2002 : Baraque de Fraiture / Samrée
- 2001 : Arville / Mirwart
- 2000 : Mogimont / Vivy
- 1999 : Suxy / Chiny
- 1998 : Houffalize / Engreux
- 1997 : Les Hautes-Rivières (France) / Croix-Scaille
- 1996 : Rienne / Croix-Scaille
- 1995 : Arlon / Camp de Lagland
- 1994 : Awenne / Mirwart
- 1993 : Jehonville / Petitvoir
- 1992 : Bouillon / Les Hayons
- 1991 : Saint-Hubert / Fourneau Saint-Michel
- 1990 : Habay-la-Neuve / Vlessart

## Formats
L'épreuve existe sous trois formats :
- l’esprit randonnée
- l’esprit compétition et
- l’esprit vélo-nature

## Les circuits
Circuits et distance par jour (à vol d’oiseau) :
- A : Randonneurs (parcours court et techniquement facile, parcours non chronométré), 10 à 12 km
- B : Randonneurs (parcours long et techniquement facile, parcours non chronométré), 16 à 18 km
- C : Coureurs (circuit court mais techniquement difficile, épreuve chronométrée), 10 à 12 km
- D : Coureurs (circuit long et techniquement difficile, épreuve chronométrée destinée aux orienteurs expérimentés), 16 à 18 km
- G : Vélo-orientation (parcours non chronométré, uniquement sur routes et chemins), approx. 35 km-effort

## Résultats - Palmarès
| Année | Parcours long                                  | Parcours moyen                                 | Parcours court                                         |
| ----- | ---------------------------------------------- | ---------------------------------------------- | ------------------------------------------------------ |
| 2024  | Sébastien Daune et Pierre Gomrée               | Yentl Van Hoecke et Elien Melis                |                                                        |
| 2023  | Stephen Iwan et Thibault Derenne               | Nicolas Spilliers et Claudia Rooman            | Victor Davio et Gerald Fierens                         |
| 2022  | Vis Iwan et Van Wetter Renaud                  | Renard Françoise et Vervoort Wim               | Avaux Marie et Kinet Caroline                          |
| 2021  | ...                                            |                                                | ...                                                    |
| 2020  | (compétition annulée en raison de la pandémie) | (compétition annulée en raison de la pandémie) | (compétition annulée en raison de la pandémie)         |
| 2019  | Vis Iwan et Vis Stephan                        |                                                | Hermans Aline et Mazy Arnaud                           |
| 2018  | Van de Velde Liesbeth et Kerckhofs Marc        |                                                | Van der Kleij Thomas et Houben Ellen                   |
| 2017  | Sillien Nicolas et Vis Iwan                    |                                                | Leduc Corentin et Vandekherchove Olivier               |
| 2016  | Faucan Claudy et Bonisseur de la Bath Hubert   |                                                | Jean-Marc Gillet et Ector Dries                        |
| 2015  | Wenderickx Nancy et Deferme Gunther            |                                                | Brédo Jérémy et Demeuse Clément                        |
| 2014  | Sillien Nicolas et Vis Iwan                    |                                                | Brédo Thomas et Brédo Jérémy                           |
| 2013  | Barrable Nick et Whitwam Ady                   |                                                | Drygalski Tom et Bourgeois Sébastien                   |
| 2012  | Colomb Jean-Baptiste et Bastin Christian       |                                                | Nicolas José et Nuybens Jérome                         |
| 2011  | Lovens Jean-Philippe et Dache Julien           |                                                | Peeters et Hoeck                                       |
| 2010  | Sillien Nicolas et Schenkelaars Jean Damien    |                                                | Nicolas Jose et Certat Jimmy                           |
| 2009  | Mossoux Patrick et Sillien Nicolas             |                                                | Wery Robert et Gofflot Bruno                           |
| 2008  | Marien Tom et Rusch Sven                       |                                                | Melis Luc et Mellebeek Bart                            |
| 2007  | Van Gasse Laurent et Vis Stephan               |                                                | Hofmans Benjamin et Spiliers Nicolas                   |
| 2006  | Van Gasse Laurent et Van Gasse Etienne         |                                                | Lemasson Claude et Lemasson Corentin                   |
| 2005  | Van Gasse Laurent et Van Gasse Etienne         |                                                | Dickburt Catherine et Van Mellaert Herman              |
| 2004  | De Neyer Quentin et Goubau Johan               |                                                | Taelemans Philippe et De Brouwer Serge                 |
| 2003  | Vis Stephan et Cornet Yvan                     |                                                | Gruselle Fabien et Jousset Yannick                     |
| 2002  | Van Gasse Laurent et Van Gasse Etienne         |                                                | Goubau Julien et Kosinska Dorota                       |
| 2001  | Van Dijck Erik et Van Hulst Rudi               |                                                | Mazy Alain et Franchimont Bernard                      |
| 2000  | Sergeant Dominique et Bernard Christophe       |                                                | Bernard Christophe et Loutre Xavier                    |
| 1999  | Erdinger Fabrice et Lang Eric                  |                                                | Van Gasse Laurent et Van Gasse Etienne                 |
| 1998  | Vis Stephan et Rasse Philippe                  |                                                | Renard Françoise et Eyen Pierre                        |
| 1997  | Vis Iwan et Kimmlingen Frédéric                |                                                | Kodeck Emmanuel et Bastin Hubert                       |
| 1996  | Pasquasy Jean-Claude et Timmermans Pierre      |                                                | Jimenez Jean-Claude et Chatelain Nicolas               |
| 1995  | Vis Iwan et Mareignez Franz                    |                                                | Hoofd Didier et Jimenez Jean-Claude                    |
| 1994  | Moons Mark et Vandermeesrch Erik               | Wathelet Alain et Seel Serge                   | Bernard Christophe et Seba Gautier                     |
| 1993  | Vandermeersch Erik et Moons Mark               | Fischer Freddy et Timmermans Paul              | Dicker Sébastien et Schutjens Stefan                   |
| 1992  | Kodeck Emmanuel et Vis Iwan                    | Timmermans Paul et Guillaume Dominique         | Dicker Georges, Vandermaren Manu et Bernard Christophe |
| 1991  | Vis Iwan et Bouton Robin                       | Drygalski Joël et Destrée Alain                | Loiseau Christian et Battaglini Luigi                  |
| 1990  | Vis Iwan et Burniat Étienne                    | Clapuyt Philippe et Thonnard Jean-Luc          | Marez Yves et Marez Pierre                             |

## Les cartes
La carte utilisée a souvent été une carte produite par l'Institut géographique national (Belgique) à l'échelle 1 : 20 000. Plusieurs fois, il a aussi été fait usage de cartes d'orientation aux normes IOF. La carte 1 : 20 000 de l'Institut national géographique (France) a également été utilisée.

## Organisation
La Transforestière est une organisation de ASUB Orientation asbl, club sportif d'orientation belge.